# Санта-Роса (Ла-Пампа)
Санта-Роса (исп. Santa Rosa) — город в Аргентине, административный центр провинции Ла-Пампа. Город расположен на востоке провинции Ла-Пампа. Он является административным, культурным, образовательным и важным рекреационным центром провинции Ла-Пампа.
Первое название - Санта-Роса-дель-Тоай - является устаревшим и не употребляется в официальных документах с 1 мая 1916 года. Однако в быту, литературе и средствах массовой информации оно ещё встречается.

## История
Датой основания города считается 22 апреля 1892 года, когда Томас Мейсон-и-Тейлор произнес речь на месте будущей городской площади и был заложен фундамент города. Позже сюда прибыли несколько семей, которые поселились в Санта-Росе.
В 10 км от Санта-Росы 1894 был основан город Тоай. Оба поселения боролись за право стать административным центром провинции Ла-Пампа и 29 марта 1900 победила Санта-Роса, поскольку там была качественная питьевая вода.
1906 в город была проведена железная дорога.
В 1914 году в Санта-Росе насчитывалось 5487 жителей.
1 сентября 1940 в Санта-Росе открылся аэропорт.
9 июня 1956 город захватили мятежники, которые требовали восстановления на посту президента Хуана Перона, который уехал из страны во время переворота 1955 года. Восстание было подавлено 10 июня.
1973 года в городе был основан Национальный университет Ла-Пампы.

## Географическое положение
Санта-Роса был основан в западной части пампасах, в двух различных природных средах: в конце равнины и в начале пересеченной местности в долинах пампасах.

### Климат
Климат Санта-Росы умеренный. Средняя температура января +24 °C, абсолютный максимум +42 °C. Средняя температура июля 7 °C, но может опускаться до -12 °C. Средняя годовая температура составляет 15,4 ° С, а среднегодовая относительная влажность 68%.
| Показатель                            | Янв. | Фев. | Март | Апр. | Май  | Июнь | Июль | Авг. | Сен. | Окт. | Нояб. | Дек. | Год   |
| ------------------------------------- | ---- | ---- | ---- | ---- | ---- | ---- | ---- | ---- | ---- | ---- | ----- | ---- | ----- |
| Средний максимум, °C                  | 31   | 30,1 | 26,2 | 22,1 | 17,7 | 14,5 | 14   | 16,8 | 18,9 | 22,9 | 26,5  | 30,1 | 22,5  |
| Средняя температура, °C               | 23,7 | 22,5 | 19   | 15   | 10,7 | 7,6  | 7,2  | 9,4  | 11,8 | 15,8 | 19,4  | 22,  | 15,4  |
| Средний минимум, °C                   | 16,3 | 15,3 | 12,7 | 9,4  | 5,4  | 2,6  | 2,1  | 3,5  | 5,6  | 9    | 12,2  | 15,2 | 9,1   |
| Норма осадков, мм                     | 94   | 64   | 95,6 | 69   | 37,3 | 9,2  | 32   | 28,6 | 53   | 57   | 96,5  | 90   | 725,7 |
| Источник: Национальнная служба погоды |      |      |      |      |      |      |      |      |      |      |       |      |       |

## Галерея

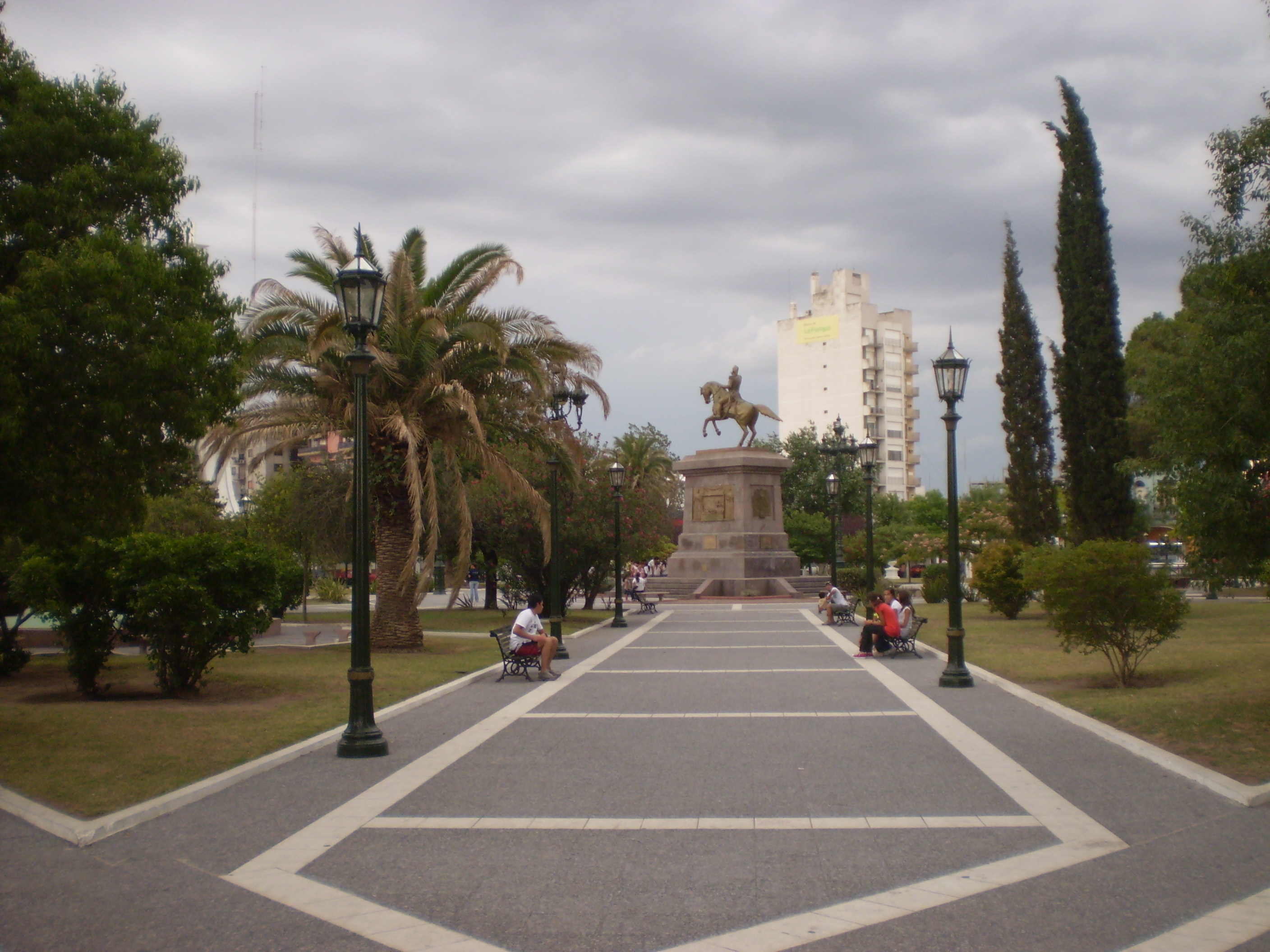
Центральная Площадь
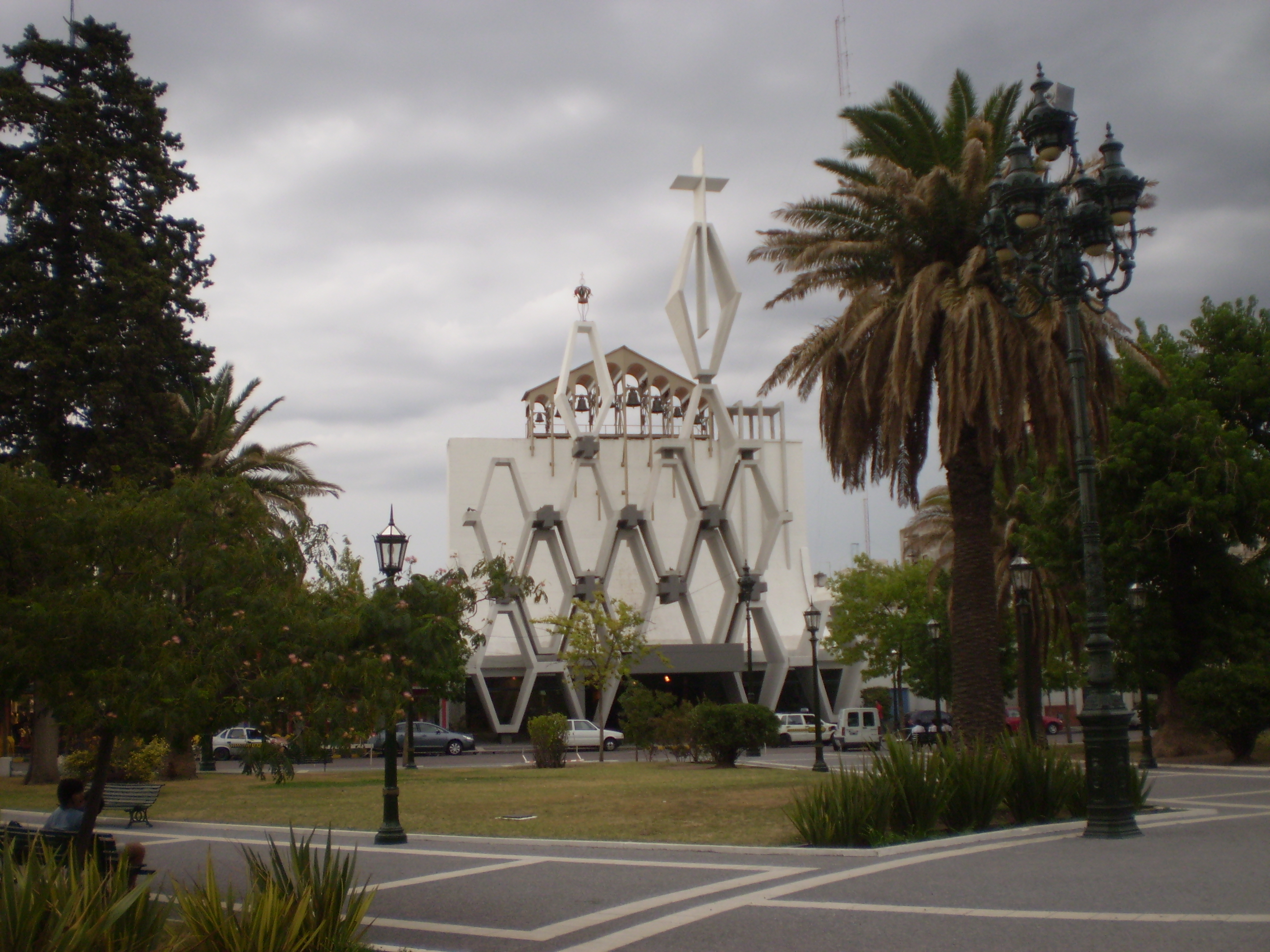
Собор Санта-Роса, после реставрации
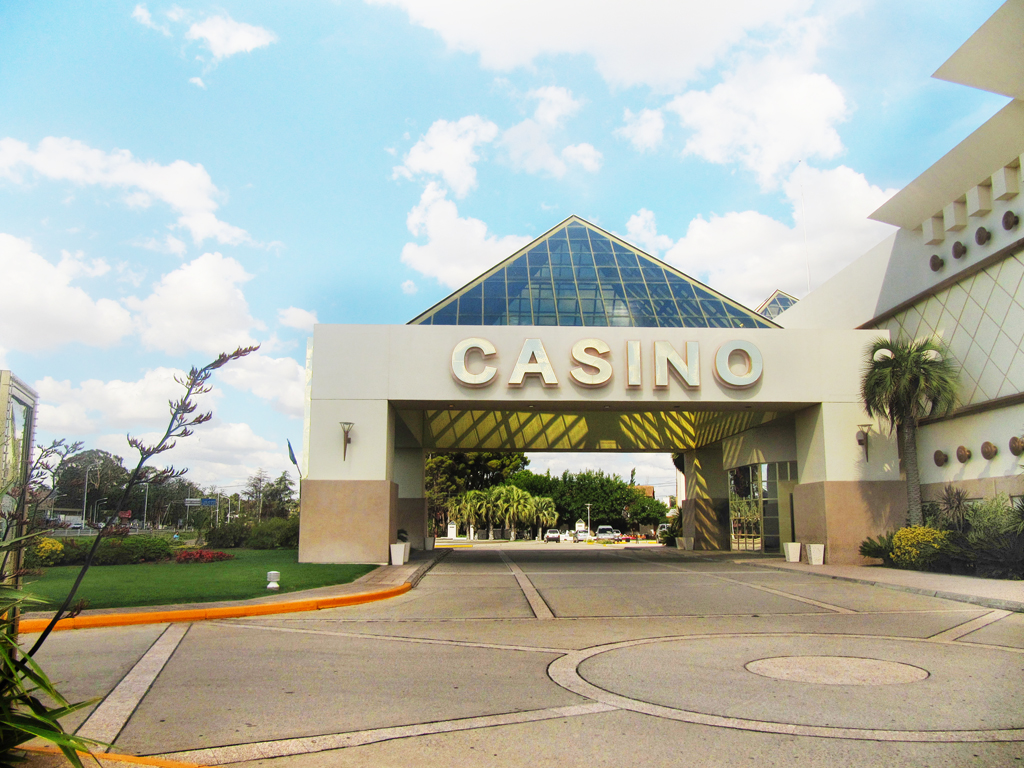
Казино в Санта-Росе
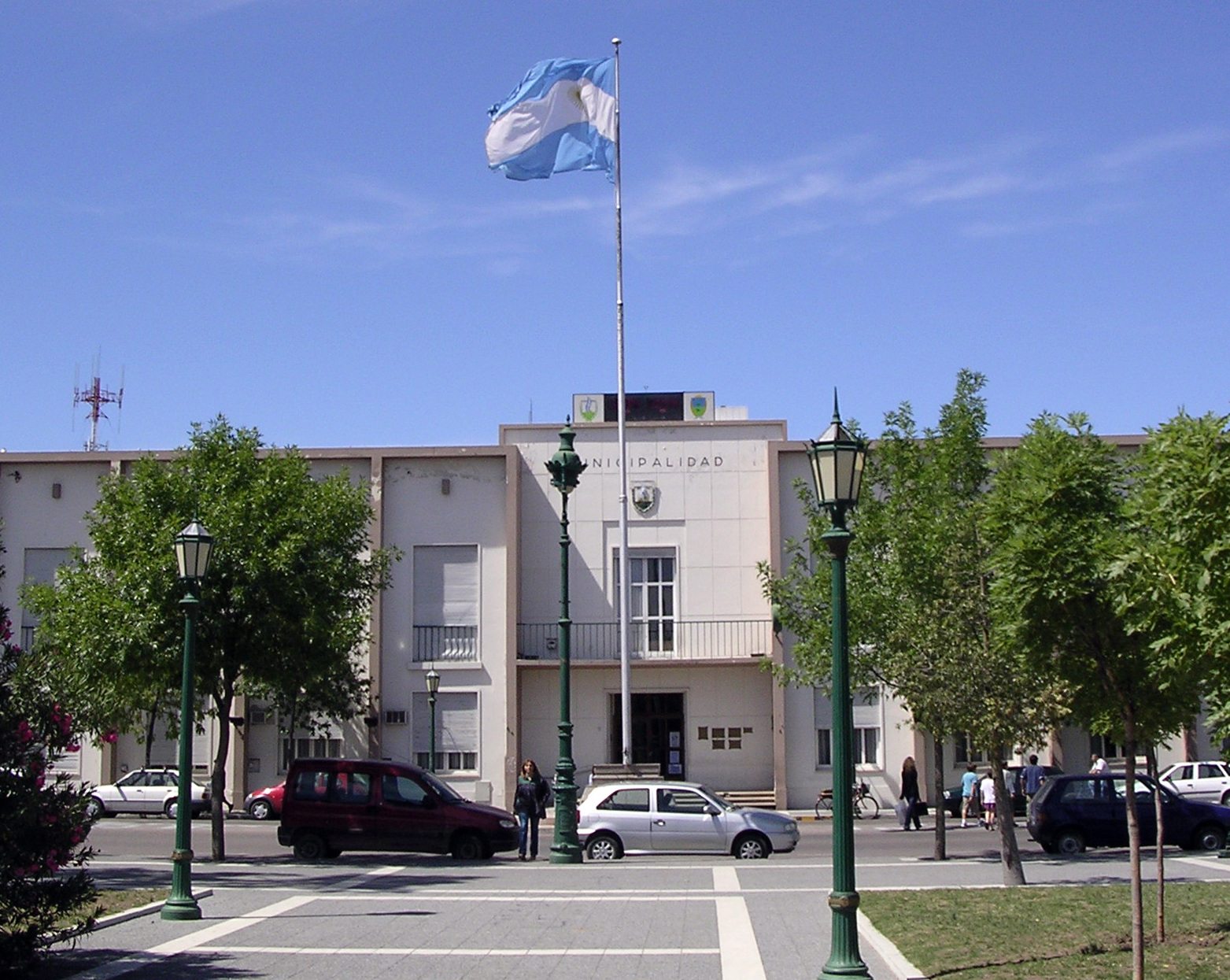
Муниципальное здание